# 16887 Blouke
16887 Blouke è un asteroide della fascia principale. Scoperto nel 1998, presenta un'orbita caratterizzata da un semiasse maggiore pari a 2,9776213 UA e da un'eccentricità di 0,1108201, inclinata di 10,55612° rispetto all'eclittica.